# Municipio de Nogales (Sonora)
El Municipio de Nogales es un municipio del norte del estado de Sonora, en el noroeste de México.

## Geografía
El límite norte del municipio está definido por un segmento de la frontera México-Estados Unidos.
La cabecera municipal es la ciudad de Heroica Nogales.  La ciudad colinda al norte con la ciudad de Nogales, Arizona, Estados Unidos, al sur con los municipios de Ímuris y Magdalena, al este con el municipio de Santa Cruz y al oeste con los municipios de Sáric y Tubutama.

## Historia
El municipio independiente de Nogales, el cual incluyó la ciudad de Nogales, estuvo establecido el 10 de julio de 1884.  Nogales fue declarada una ciudad dentro del municipio el 1 de enero de 1920.

### Rebelión Escobarista
A principios de marzo de 1929 estalló la Rebelión Escobarista en Nogales, patrocinada por obregonistas, partidarios del presidente mexicano Álvaro Obregón, asesinado el 17 de julio de 1928. El general Manuel Aguirre, al mando del 64 Regimiento rebelde, tomó el poder sin disparar un tiro provocando que los federales de Naco enviaran un avión diario para atacar a los rebeldes. Lanzó algunas bombas sobre Nogales sin causar daño, mientras los rebeldes se defendieron con ametralladoras desde los techos sin dañar el avión. Solo hubo una víctima, una mujer que se asustó por la explosión de una bomba y tuvo un ataque al corazón. Ese mismo mes, un hombre encapuchado apareció por la noche conduciendo un tanque en Morley Street en el lado estadounidense, luego entró a México para ayudar a los federales en Naco. Parece que el tanque había sido comprado en 1927 para luchar contra los yaquis, pero los funcionarios estadounidenses le prohibieron salir de los EE. UU. Y se había mantenido en un almacén en Nogales,  Arizona.

## Gobierno municipal
El municipio de Nogales estuvo gobernado por el Partido Revolucionario Institucional (PRI) desde 1931  hasta 2006, cuando el poder pasó al Partido Acción Nacional (PAN). Después de más de siete decenios de estar en el poder, el PRI fue derrotado por el PAN cuando el empresario y filántropo Marco Antonio Martínez Dabdoub se postuló para la presidencia de Nogales, y obtuvo la titularidad del Poder Ejecutivo municipal al triunfar por 30,826 votos contra 23,892 de su oponente priista.

### Presidentes municipales
| Período   | Presidente municipal                   | Partido político                     | Nota                                |
| --------- | -------------------------------------- | ------------------------------------ | ----------------------------------- |
| 1910-1913 | Fernando F. Rodríguez                  |                                      |                                     |
| 1913-1914 | Antonio Varela                         |                                      |                                     |
| 1916-1917 | Astolfo R. Cárdenas                    |                                      |                                     |
| 1917-1918 | Félix B. Peñaloza                      |                                      |                                     |
| 1918-1919 | Astolfo R. Cárdenas                    |                                      |                                     |
| 1919-1920 | Alberto Figueroa                       |                                      |                                     |
| 1920-1921 | Alejandro Villaseñor                   |                                      |                                     |
| 1921-1922 | Francisco V. Ramos                     |                                      |                                     |
| 1922-1923 | Francisco A. Casanova                  |                                      |                                     |
| 1923-1924 | Walterio Pesqueira                     |                                      |                                     |
| 1924-1925 | Jesús E. Maytorena                     |                                      |                                     |
| 1925      | Jesús Siqueiros                        |                                      | Interino                            |
| 1925-1926 | Fernando E. Priego                     |                                      |                                     |
| 1926      | Guillermo Mascareñas                   |                                      | Interino                            |
| 1926-1927 | Carlos Revilla                         |                                      |                                     |
| 1927      | Apolonio L. Castro                     |                                      | Interino                            |
| 1927-1929 | Macedonio H. Jiménez                   |                                      |                                     |
| 1929-1930 | ¿?                                     |                                      |                                     |
| 1931-1932 | Eduardo L. Soto                        | PNR                                  |                                     |
| 1932-1933 | José S. Elías                          | PNR                                  |                                     |
| 1933-1935 | Rafael E. Ruiz                         | PNR                                  |                                     |
| 1935-1937 | Enrique Aguayo                         | PNR                                  |                                     |
| 1937-1939 | Gustavo Escobosa                       | PNR                                  |                                     |
| 1939      | Manuel Mascareñas, Jr.                 | PRM                                  |                                     |
| 1939-1941 | Lauro Larios                           | PRM                                  |                                     |
| 1941-1943 | Anacleto F. Olmos                      | PRM                                  |                                     |
| 1943-1946 | Luis R. Fernández                      | PRM                                  |                                     |
| 1946-1949 | Miguel F. Vázquez                      | PRI                                  |                                     |
| 1949-1952 | Gonzalo Guerrero Almada                | PRI                                  |                                     |
| 1952-1953 | Víctor M. Ruiz Fimbres                 | PRI                                  |                                     |
| 1953-1955 | Ernesto V. Félix                       | PRI                                  |                                     |
| 1955-1958 | Miguel Amador Torres                   | PRI                                  |                                     |
| 1958-1961 | Otilio H. Garavito                     | PRI                                  |                                     |
| 1961-1964 | Jesús Francisco Cano                   | PRI                                  |                                     |
| 1964-1967 | Ramiro Corona Godoy                    | PRI                                  |                                     |
| 1967-1970 | Leopoldo Elías Romero                  | PRI                                  |                                     |
| 1970-1973 | Octavio García García                  | PRI                                  |                                     |
| 1973-1974 | Ricardo Silva Hurtado                  | PRI                                  |                                     |
| 1974-1976 | Enrique Moralla Valdez                 | PRI                                  |                                     |
| 1976      | Jesús Retes Vásquez                    | PRI                                  | Interino                            |
| 1976-1979 | Héctor Monroy Rivera                   | PRI                                  |                                     |
| 1979-1982 | Alejandro Silva Hurtado                | PRI                                  |                                     |
| 1982-1985 | Enrique Moralla Valdez                 | PRI                                  |                                     |
| 1985-1988 | César José Dabdoub Chávez              | PRI                                  |                                     |
| 1988-1991 | Leobardo Gil Torres                    | PRI                                  |                                     |
| 1991-1994 | Héctor Mayer Soto                      | PRI                                  |                                     |
| 1994-1997 | Abraham Faruk Zaied Dabdoub            | PRI                                  |                                     |
| 1997-2000 | Wenceslao Cota Montoya                 | PRI                                  |                                     |
| 2000-2003 | Abraham Faruk Zaied Dabdoub            | PRI                                  |                                     |
| 2003-2006 | Lorenzo Antonio de la Fuente Manríquez | PRI                                  |                                     |
| 2006-2009 | Marco Antonio Martínez Dabdoub         | PAN                                  |                                     |
| 2009-2012 | José Ángel Hernández Barajas           | PAN                                  |                                     |
| 2012-2015 | Ramón Guzmán Muñoz                     | PRI PVEM                             |                                     |
| 2015-2018 | David Cuauhtémoc Galindo Delgado       | PAN                                  |                                     |
| 2018-2021 | Jesús Antonio Pujol Irastorza          | PT Morena PES                        | Coalición "Juntos Haremos Historia" |
| 2021-2024 | Juan Francisco Gim Nogales             | Morena                               |                                     |
| 2024-     | Juan Francisco Gim Nogales             | Morena PVEM PT PNA Sonora PES Sonora | Reelegido                           |

### Asesinato de una exfuncionaria nogalense
El 5 de enero de 2021 desapareció la ingeniera civil Cecilia Yépiz Reyna, exsecretaria de Infraestructura, Desarrollo Urbano y Ecología del Ayuntamiento de Nogales. El 7 de marzo siguiente su cadáver fue localizado: había sido sepultado clandestinamente en una fosa ubicada en un predio ubicado 3 kilómetros al suroeste de la Carretera Internacional México 15, kilómetro 249 del tramo Nogales-Ímuris. El 18 de mayo de 2021, fue detenido en la ciudad de San Luis Potosí, el presunto responsable, Fernando "N", quien fue trasladado primeramente a Hermosillo, y luego a Nogales.

## Población
En el censo de 2005, la población oficial del municipio de Nogales era de 193,517. En el último censo de 2010, las cifras oficiales eran 220,292 para el municipio.
Tanto la ciudad como el municipio ocupan el tercer lugar en el estado en población, después de Hermosillo y Ciudad Obregón. El municipio incluye muchas comunidades rurales periféricas pero pequeñas. Las únicas otras localidades con más de 1,000 habitantes son La Mesa (2,996) 31 ° 09′35 ″ N 110 ° 58′28 ″ W y Centro de Readaptación Social Nuevo (2,203) 31 ° 11′04 ″ N 110 ° 58′04 ″ W. Nogales es atendido por el Aeropuerto Internacional de Nogales.
El crecimiento de la población se debe en parte al influjo de la industria que ha venido desde la apertura de la industria maquiladora a través del Programa Nacional de Industrialización, décadas antes del Tratado de Libre Comercio de América del Norte (TLCAN). La manufactura ahora representa el 55% del producto interno bruto de la ciudad, y los servicios también están creciendo, la mayor parte debido a los crecientes empleos en la ciudad.
Nogales es conocida por su enorme crecimiento demográfico reciente que cubre las colinas a lo largo del estrecho valle central de norte a sur. Dispersas entre las casas, el visitante encontrará una mezcla de fábricas, tiendas, etc. En 2006, la mitad sur de la ciudad experimentó un desarrollo de urbanización moderno que incluyó centros comerciales, amplias avenidas y conglomerados de viviendas modernas.

## Economía
La principal arteria comercial es la Carretera Federal 15 de México, que une el estado con los EE. UU., y las principales ciudades de México. 

### Turismo
Por su ubicación, Nogales es uno de los puertos de entrada más importantes para los EE. UU. El centro de la ciudad solía tener una gran cantidad de bares, clubes de estriptis, hoteles, restaurantes, así como tiendas de curiosidades, que vendían una gran variedad de artesanías. (artesanías, arte en cuero, flores hechas a mano, ropa) traídas de los estados más profundos del centro y sur de México. Sin embargo, ahora el centro de Nogales ha olvidado esas actividades, debido a dos causas principales: la reciente violencia en México y las barreras impuestas por el gobierno de Estados Unidos después del 11 de septiembre.

### Manufactura
Las maquiladoras o plantas de manufactura emplean a un gran porcentaje de la población. La proximidad de Nogales a los EE. UU., y la abundancia de mano de obra barata lo convierten en un lugar eficiente para que las empresas extranjeras tengan operaciones de fabricación y ensamblaje. Algunas de las empresas que han establecido maquiladoras en Nogales incluyen: Otis Elevator, The Chamberlain Group, Walbro y Philips Avent.
Producción y exportación
Aproximadamente 92 establecimientos producen exportaciones al exterior. Sesenta y cinco de estos establecimientos están ubicados en siete parques industriales, que emplean aproximadamente a 25.400 trabajadores, alrededor del 50 por ciento de la población ocupada total del municipio.  También es importante para la economía la ganadería tanto para la exportación extranjera como para la cría de ganado.